# Complejo Turístico Nicolás Mihanovich
El Complejo Turístico Nicolás Mihanovich es una estructura de principios del siglo XX y constituyó un hito del turismo en Uruguay a través de su diseño y conformación, la cual estuvo a cargo de Nicolás Mihanovich. La empresa argentina comenzó las obras con un capital fijado de $ 1.500.000 pesos oro sellados (equivalentes en ese momento a U$S 1.600.000), y con ese monto comenzó la construcción del complejo turístico Real de San Carlos.
En 1908 Mihanovich solicita la concesión del Real de San Carlos con el fin de construir el lugar de recreación para la explotación turística. La autorización le fue dada el 3 de junio de ese mismo año. En la negociación se estableció que se le habilitaba a edificar una gran Plaza de Toros, un frontón, hotel, casino y usina eléctrica, y como contrapartida se le exigía que abasteciera de energía a Colonia y un muelle para el atracadero de barcos de 300 metros con un balneario.

## Ubicación

Ubicación geográfica de Colonia en Uruguay.

Transformado hoy en un lugar visitado, dada su relevancia histórica, se encuentra a una legua de distancia de la antigua Colonia del Sacramento, en un paraje carente de infraestructura. Cabe acotar que Mihanovich se orientó principalmente al turismo argentino, estando en una ciudad en una posición topográfica de importancia, un clima muy ameno y por encontrarse tan próxima a la ciudad de Buenos Aires, estuvo llamada a ser el verdadero punto de recreo del Río de la Plata. El éxito inicial se debió a que la capital argentina no contaba con puntos cercanos que ofrecieran mejores condiciones que este lugar, ubicada a una hora y media mediante el transporte de pasajeros en vapores rápidos y grandes.

## Estructura del complejo

### Plaza de Toros

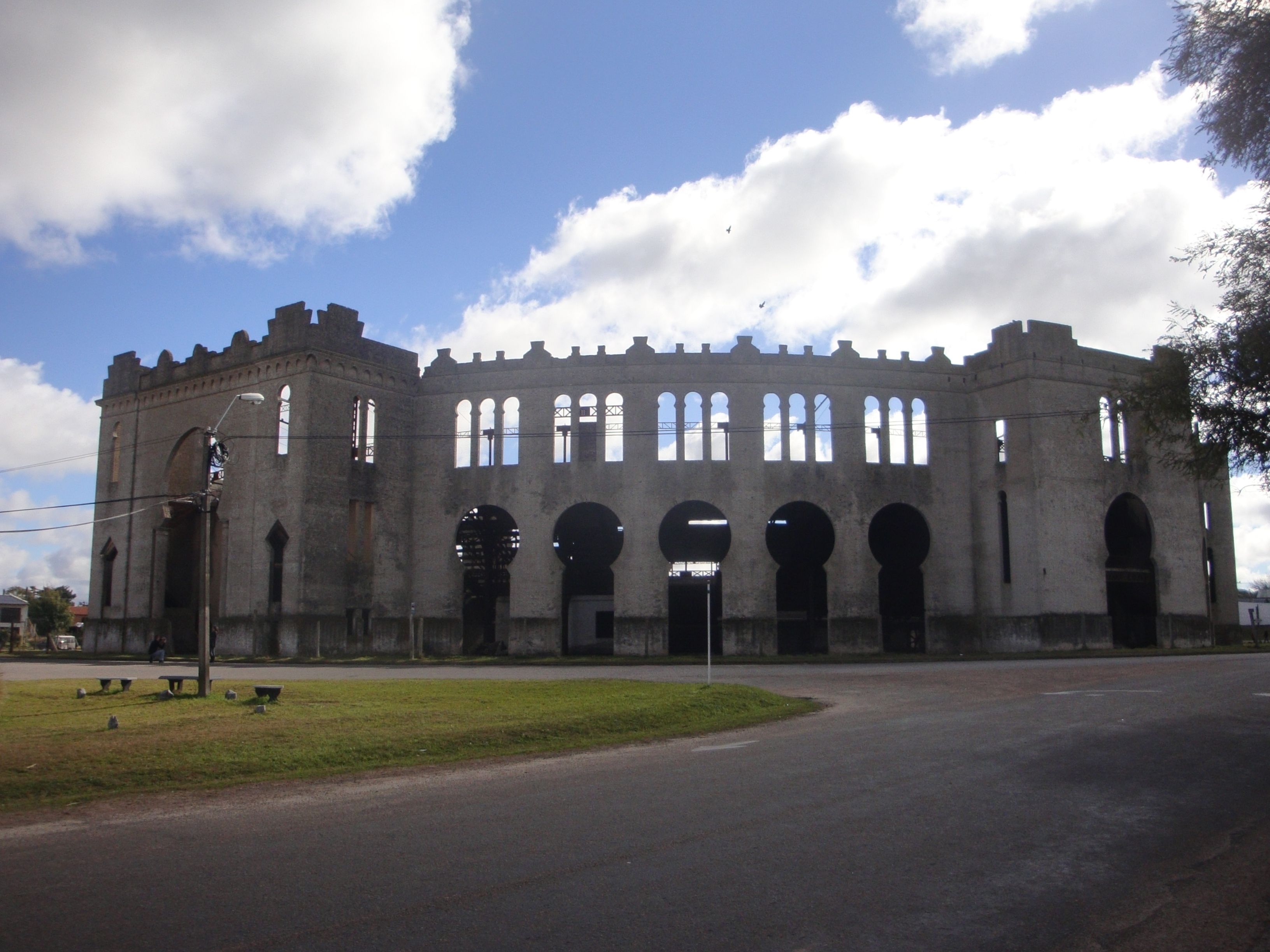
Plaza de Toros.

La Plaza de Toros fue construida de hierro y cemento, con un estilo neomudéjar contando con un ruedo de 52 metros de diámetro. En su edificación poseía un callejón de metro y medio y dos filas de palcos. Las instalaciones se complementaban con un patio de caballos, una decena de chiqueros, enfermería, capilla, sala de toreros y una oficina. El ruedo se construyó con un desnivel de dos metros en el sentido NE/SO, al igual que el terreno circundante.
El día que se inauguraron las corridas partieron de Buenos Aires a primera hora de la mañana siete barcos. Como no esperaban tanta multitud, la empresa vio demorada la llegada de algunos vapores, por lo que los últimos entraron a la plaza cuando ya habían comenzado las corridas y a manera de recompensa la empresa decidió agregar otra corrida al espectáculo.
El costo de las entradas para la inauguración era de siete pesos en la barrera de sombra, tres pesos del tendido del sol y 2.5 de la general al palco.
La primera corrida se dio lugar el sábado 9 de enero de 1909 con toros traídos exclusivamente de España. La segunda corrida se dio lugar al mes siguiente contando con la presencia del rejoneador portugués Francisco Barreira, Morgado de Covas. En la corrida se lidiaron astados de Juan Nandín por las cuadrillas de Ricardo Torres "Bombita" y Manuel Torres "Bombita". El paseíllo estuvo a cargo de José Moyano y entre los banderilleros estuvo Vicente Gisbert "Pala". La tercera corrida se realizó el 2 de febrero y se sumó a la plantilla inicial el rejoneador portugués Francisco Barreira, "Morgado de Covas".
En 1912, dos años después de darse lugar la primera corrida, bajo la presidencia de José Batlle y Ordóñez se reglamentan y prohíben las corridas de toros en Uruguay. En ese período la plaza pudo ser sede de ocho corridas, sumándose una más autorizada especialmente para que se realizara el 9 de julio de 1935, estableciéndose que en esta ocasión no se podían utilizar picadores y que los toros debían tener bolas en los cuernos.

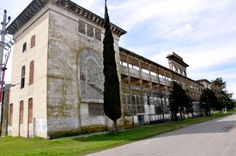
Frontón de Real de San Carlos.

### Frontón Real de San Carlos
El frontón euskaro fue inaugurado el 27 de noviembre de 1910. En sus dimensiones cuenta con 64 metros de largo Y 21 metros de ancho, con una capacidad de 3000 espectadores, lo que le ha dado la categoría hasta el día de hoy de ser la cancha más grande de Sudamérica. El frontón abierto ha sabido mantener su estilo original. En 1974 el frontón fue restaurado y el 27 de noviembre de ese año fue sede del Campeonato Mundial de Pelota Vasca en la modalidad de Cesta Punta. En 1980, al conmemorarse 300 años de la fundación de la ciudad de Colonia, el torneo se repitió.

### Gran Hotel Casino
El Casino Real de San Carlos se puso en funcionamiento luego de que fueran prohibidas las corridas de toros, siendo la emoción del ruedo reemplazada por el azar de la bola de marfil girando en la ruleta. En él han sabido darse cita importantes ilustres de la generación del 900, tal es así que el hotel supo alojar el "encuentro de las poetisas de América" contando entre los invitados la presencia de Alfonsina Storni, Gabriela Mistral y Juana de Ibarbourou.
En el hotel funcionó el Casino hasta 1917 y durante este período la ciudad de Colonia tuvo un gran auge económico.

### Muelle Real de San Carlos

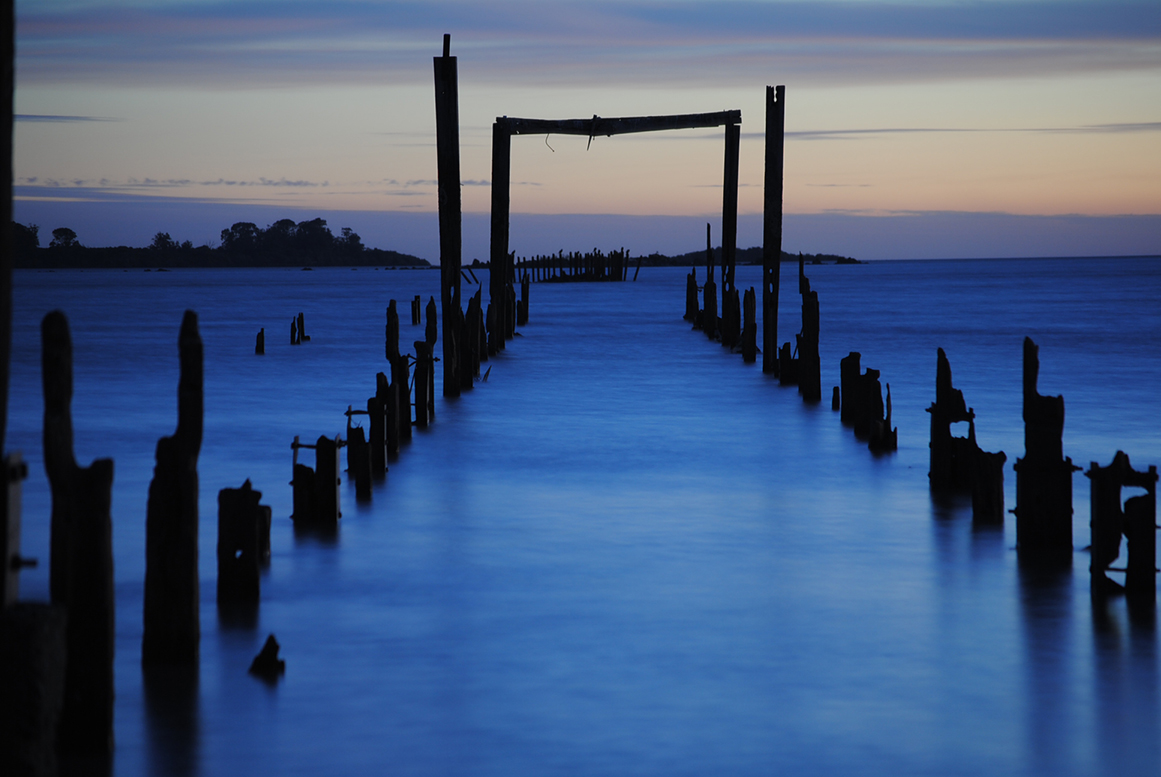
Muelle Real de San Carlos.

El Complejo se sitúa a 5 km del centro de la ciudad de Colonia del Sacramento. Para la época la distancia era importante, ya que las personas muchas veces visitaban el complejo por el día, asistiendo exclusivamente a ver una corrida de toros o jugar en la ruleta. Mihanovich visualizó la necesidad de las personas de disminuir los tiempos de traslado entre Buenos Aires y Colonia del Sacramento, que en aquel entonces era de unas ocho horas.
Para agilizar los tiempos de traslado, el empresario ideó la construcción de un muelle, por lo que el complejo se instalaría en las cercanías al mismo. La localización del muelle ha sido específica ya que desde el año 1699 a unos 1500 metros al oeste de las islas de Hornos, del viejo muelle Mihanovich, la profundidad del canal supera los cuatro metros. Por lo tanto la mayoría de las personas que asistían al complejo no llegaban a conocer la ciudad de Colonia del Sacramento.
En 1887 Nicolás Mihanovich instaló el primer vaporcito Rápido, su primer servicio marítimo de pasajeros. El traslado era desde Buenos Aires hacia Colonia y Carmelo por el lado de la Banda Oriental.
En su construcción el muelle contó con dos brazos paralelos, con rieles por donde circulaban pequeños vagoncitos que permitían transportar a los pasajeros desde el muelle hasta la Plaza de Toros y el hotel (750 metros de distancia) y por el otro brazo, el equipaje.

### Usina Eléctrica

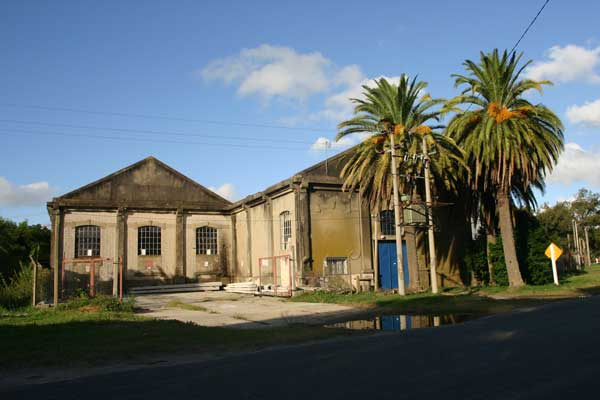
Usina.

La ciudad de Colonia del Sacramento en 1890 contó con una usina realizada por Mr. Benjamín Dyer Manton, pero solo funcionó durante un corto lapso de 4 o 5 meses.
La usina fue otro avance dentro de este complejo; la misma funcionaba con 1100 caballos de fuerza, e iluminaría la ciudad de Colonia del Sacramento hasta el término de la concesión; esto fue pactado con la Junta Económica Administrativa. Se componía de 700 luces de 16 bujías cada una, que daría ese beneficio tanto a calles como a plazas de la ciudad.

## Nicolás Mihanovich

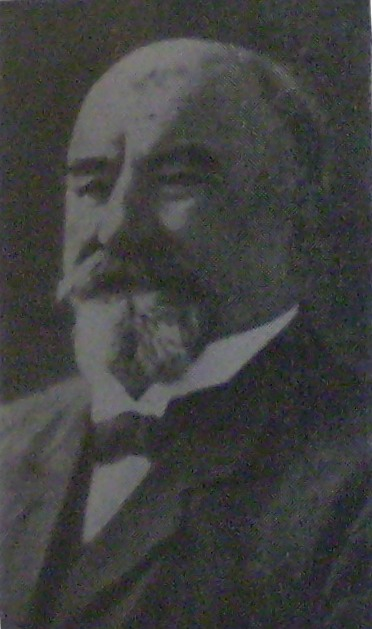
Nicolás Mihanovich.

Nicolás Mihanovich padre vivió una época de auge en la modernidad, cuando las estructuras de los países latinoamericanos se empezaban a adaptar a las necesidades de las potencias.
Existieron dos Nicolás Mihanovich: padre e hijo. El padre, de origen croata, fue dueño de una gran compañía naviera, para transportar pasajeros, ganado y granos, que recorría Argentina, Uruguay, Brasil y Paraguay. Fue parte de la Conquista del Desierto en la Argentina transportando colonos. Adquirió numerosas estancias y campos, y sus hijos integraron los directorios de importantes empresas en desarrollo de la época. Nicolás Mihanovich hijo iba a ser el encargado de llevar adelante el proyecto turístico en Colonia.

## Comienzos del turismo en Uruguay
La llegada de los primeros turistas al Uruguay fue producto de la visión turística y de servicios que tenía Nicolás Mihanovich. Él fue pionero en la realización de centros turísticos por esos lugares, y logró construir un verdadero complejo turístico en Colonia del Sacramento, ya que era poseedor de muchas tierras en esa zona. El sitio que eligió para la ubicación de su proyecto es Real de San Carlos.

## Decadencia
Varias fueron las causas que llevaron a que el complejo debiera cesar su actividad.
En principio el servicio ferroviario entre Montevideo y Colonia no era para nada óptimo, así que recorrer 260 km de ida y otros 260 km de vuelta les consumía 12 horas a quienes decidían ser partícipes de las corridas, por lo que el público que llegaba desde la capital uruguaya era mínimo. Debe sumarse a ello que el gobierno uruguayo al autorizar las corridas planteó que los toros no podían ser sacrificados, lo que no satisfacía las expectativas del público.
Por su parte, el gobierno argentino sancionó con 10.000 pesos a cada barco que saliera de puerto argentino y tocara puerto en lugares donde hubieran juegos de azar.
En 1943 el complejo pasó a manos municipales, dándose inicio al abandono de la infraestructura Mihanovich. En 1957 comenzaron las carreras automovilísticas clandestinas en las afueras de la plaza de toros y ocho años más tarde surgió una prohibición, ya que las vibraciones de los motores colaboraban en el derrumbe de la infraestructura.
El antiguo frontón de pelota euskaro comenzó a funcionar como depósito del municipio, el cual se vio desbordado por la cantidad de bimotores incautados en las calles colonienses.
También de esa época queda el Hotel Casino de 100 habitaciones, que fue cedido a la Universidad Politécnica de Valencia. La Universidad se encargó de la reconstrucción del edificio, teniendo a cambio la concesión del mismo hasta el año 2027.
También supo ver la ruina el edificio donde funcionó la usina eléctrica.
Hoy el muelle no existe más. Hace pocos años, una sudestada se llevó hasta la última madera de este antiguo muelle.

## Referencias

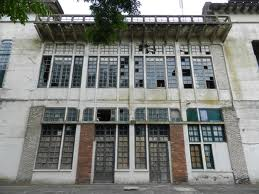
Frontón en ruinas.
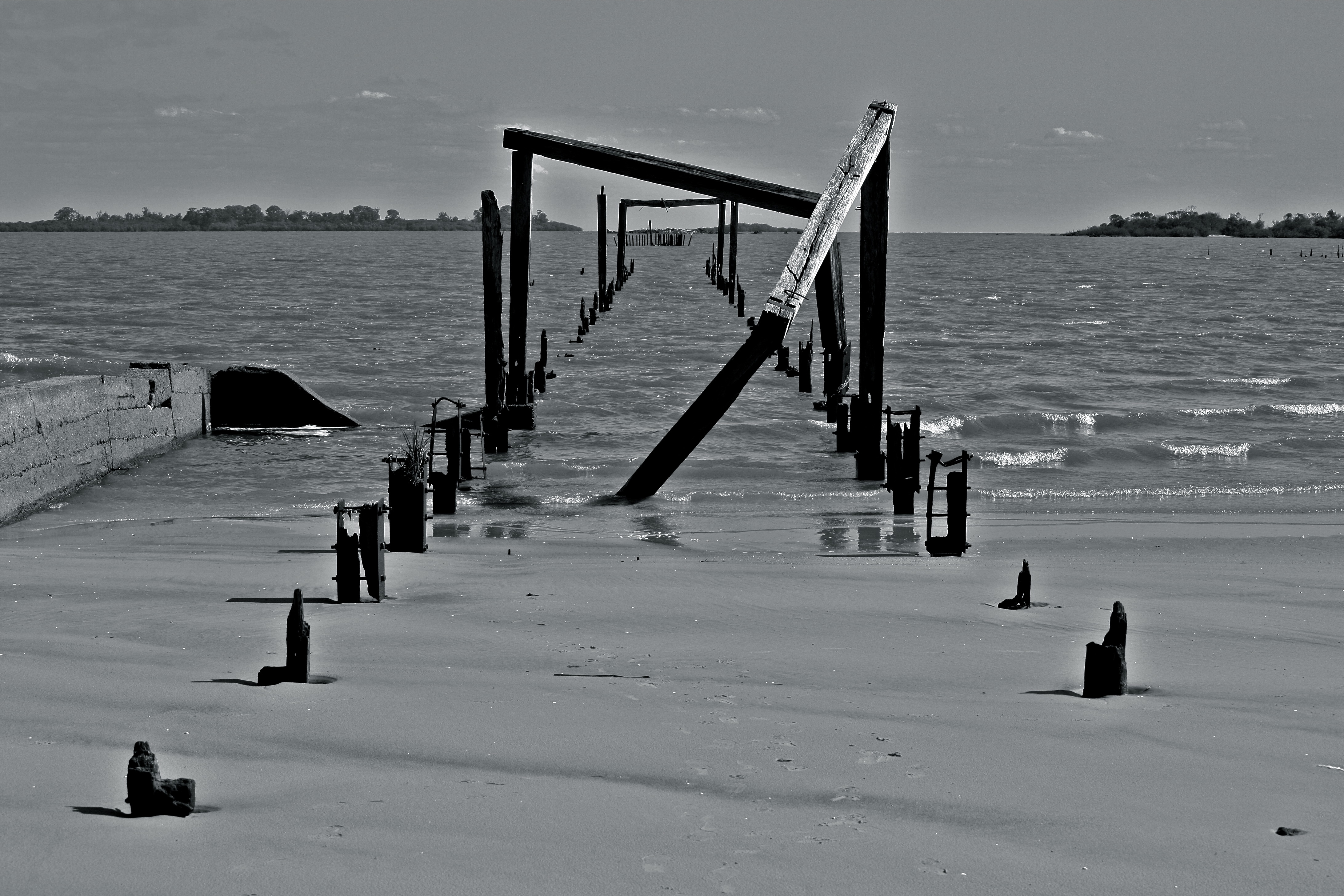
Muelle.
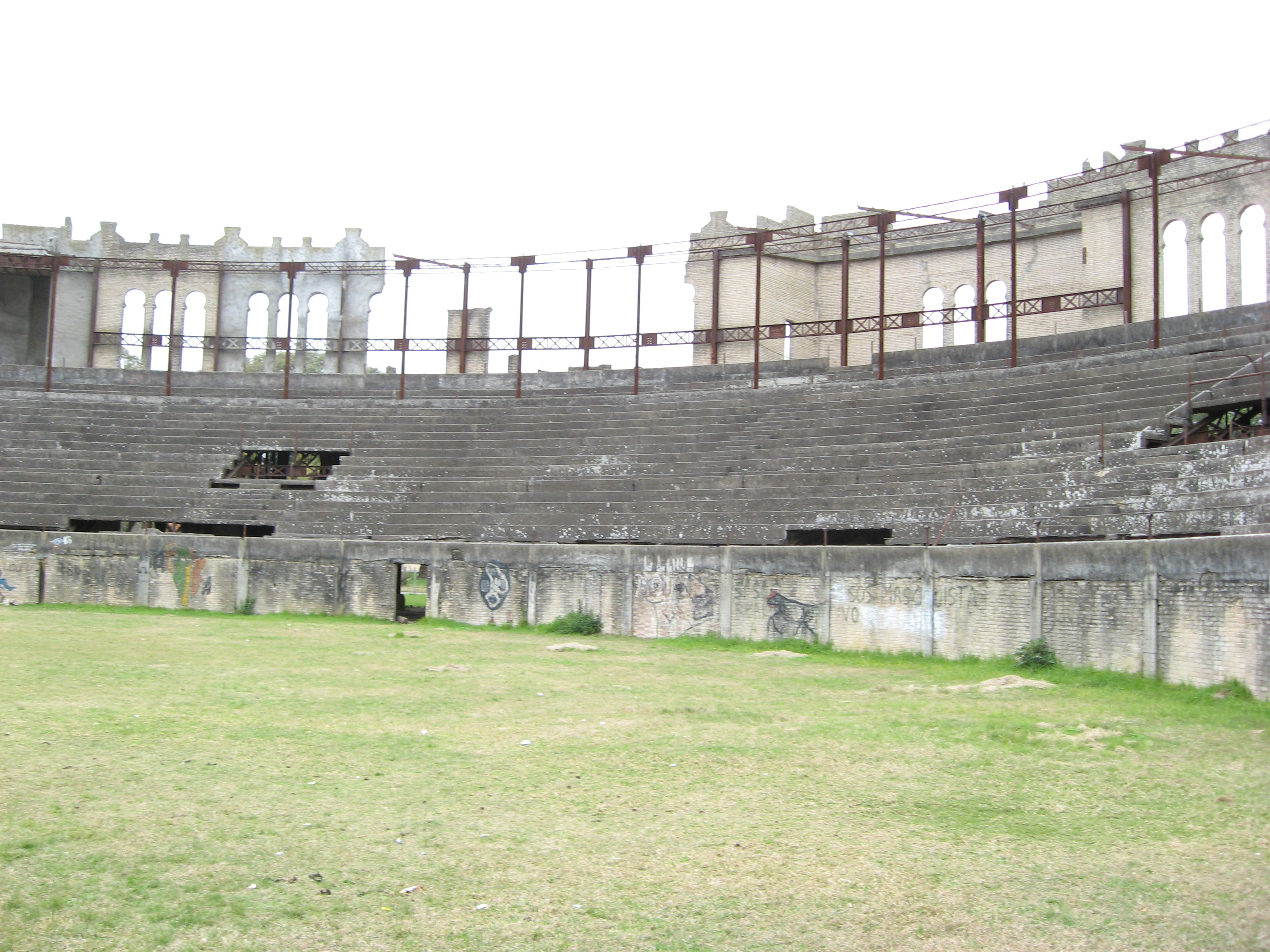
Interior de la Plaza de Toros.
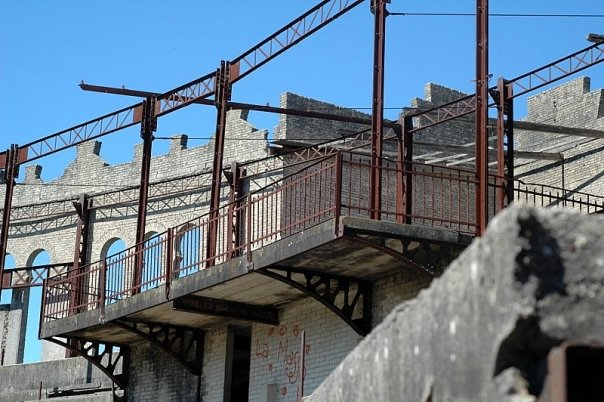
Ruinas de la Plaza de Toros.